# Stanko Bloudek
Stanko Bloudek, slovenski letalski konstruktor, športnik, načrtovalec športnih objektov, * 11. februar 1890, Idrija, † 26. november 1959, Ljubljana.

## Zgodnje obdobje
Rodil se je v Idriji 11. februarja 1890, kot tretji od skupno petih otrok – imel je še štiri sestre, dve mlajši in dve starejši. Njegov oče Jaroslav je bil strojni inženir, doma iz Telča na Moravskem, zaposlen v idrijskem rudniku živega srebra, medtem ko je bila mati Minka, rojena Lapajne, Slovenka. Leta 1894 se je cela družina preselila na Češko v Most (Brüx), kjer je oče dobil službo v rudniku rjavega premoga. Tu je mladi Stanko opravil osnovno šolo in štiri razrede klasične gimnazije, dokler mu leta 1904 zaradi kapi ni umrl oče. Sledila je selitev nazaj v Slovenijo, kjer je najprej živel pri stricu in opravil peti razred v Kranju, nato pa zadnje tri v Ljubljani na 1. državni gimnaziji. 
Mladi Bloudek je dosegal le povprečen učni uspeh: dober je bil pri telovadbi in risanju, medtem ko je – neznačilno za kasnejšega inženirja – prav matematiko in fiziko komaj izdeloval. Vendar pa je tudi res, da je bil od tehnike takrat še zelo oddaljen, kajti Bloudkovi so se družili z bolj v umetnost usmerjenimi krogi, med drugimi je bratranec po materini strani Dolfe Lapajne študiral slikarstvo. Tako se je tudi sam Stanko navdušil nad slikanjem in že med dijaštvom obiskoval zasebno slikarsko šolo pri slovenskem impresionistu Rihardu Jakopiču. Nato je, po maturi leta 1908, začel najprej s študijem slikarstva na likovni akademiji v Pragi, vendar je po enem letu presedlal na tehniško smer in se vpisal na visoko tehniško šolo, torej tako kot oče, za strojnika.
Leta 1910 mu je na Dunaju za rakom umrla še mati. Bloudek, ki se je že tako skromno preživljal in si je iskal številna priložnostna dela ob šolanju, se je tako soočil s hudo izgubo še drugega starša v svojem odraščanju. Resno življenjsko krizo je prebrodil s svojo predanostjo študiju in delu ter si nekako v tistem času našel usmeritev, ki je zaznamovala njegovo nadaljnjo pot – letalstvo.

## Letalstvo
Zelo zgodaj se je začel ukvarjati tudi s konstrukcijo letal. Že od leta 1906 je delal lastne letalske modele. V Pragi je naredil leta 1910 sprva jadralno, nato pa enokrilno motorno letalo, ki ga je poimenoval Racek - Galeb. Leta 1911 je izdelal dvokrilno motorno letalo z imenom Libela. V letih 1911 - 1918 je bil prvi slovenski poklicni konstruktor v letalski industriji. Deloval je v Leipzigu, na Dunaju, v Budimpešti in Trutnovu na Češkem. 
Njegova prva služba v letalski industriji je bila pri Etrichu, podjetju, ki se je kasneje združilo z veliko bolj znanim Hansa-Brandenburg. Kot zanimivost velja omeniti, da je bil Bloudek že tretji Slovenec, ki je delal v tem podjetju, kajti v letih 1903- 1909 je bil tam najprej Mariborčan Franc Wels, nato pa še modelar Pavel Podgornik v 1909 in 1910. Tedaj je sodeloval pri izgradnji osnovnega Etrichovega letala Etrich taube, ki je bilo takrat eno najmodernejših letal nasploh. Bloudek je veliko delal s tem strojem, ena od predelav je tako bila Schwalbe - lastovka, s katero so leta 1911 dosegli avstrijski hitrostni rekord: 163 km/h. Lastovka se je od osnovnega letala razlikovala predvsem po polkrožni obliki kril, ki pa je poleg prednosti predstavljala slabost zaradi zahtevnejše gradnje, zato jih je bilo narejenih le malo. Sledilo je delo v ekipi, ki se je lotila izdelave prvega letala s popolnoma zastekljeno kabino - Luftlimousine. S tem trisedežnim naprednim letalom so v Angliji avgusta 1912 postavili dva svetovna hitrostna rekorda, najprej z dvema članoma posadke, 112 km/h, in nato še s tremi, 106 km/h. 
Pri delu na letalih Taube, oziroma Rumpler Taube, kot je tudi znano, se je prvič srečal tudi z zahtevami po letalu kot orožju. Letalo Taube je bilo prvo letalo, ki je bilo uporabljeno kot bojni stroj in sicer leta 1911. Ko je svet obšla novica, da so Italijani bombardirali sovražnika z letalom, je takoj seveda hotela imeti tovrstno orožje tudi Avstro-Ogrska. Bloudek je dobil nalogo, da letalo trdnostno ojača in omogoči njegovo uporabo za vojsko. Že leta 1913 so prodali prvih osem letal, nato pa so začela prihajati naročila od vsepovsod,Nemčije, Francije, Italije, Rusije in celo Kitajske. Bloudek, ki je bil poln zamisli pa se je razšel z Etrichom v idejah o nadaljnjem snovanju novih letal. V svetu so ravno tedaj začeli svojo prevlado dvokrilniki in Bloudek se je nameraval prav tako preusmeriti medtem, ko je njegov delodajalec vztrajal pri enokrilnikih. V tem naj bi bil razlog, da je julija 1913 Bloudek ostal brez službe, kajti dobil je odpoved. Vendar pa kljub svojim 23-im letom ni imel težav pri iskanju nove saj je bil že dovolj priznan v svoji branži.
Bloudek za časa Kraljevine SHS in Jugoslavije ni nikoli preveč oglaševal svojega dela na področju letalstva v času prve svetovne vojne, seveda iz razumljivih razlogov. Šele kasnejše raziskave ob pripravi Bloudkove spominske razstave v okviru Tehniškega muzeja Slovenije so osvetlile njegovo področje dela v vojni industriji tistega časa. Najprej je delal na področju priprave proizvodnje v tovarni letalskih sklopov Thoene & Fiala na Dunaju. Od konca leta 1914 do maja 1916 je bil konstruktor v Dunajskem Novem mestu, in sicer v podjetju Oesterreichische Flugzeugfabrik A.G., skrajšano Oeffag. Tovarna, ki ni imela kakega posebno uspešnega lastnega letala, je kmalu prešla na izdelavo po nemški licenci; delali so takrat razvpite lovce Albatros D.II in D III.
Ker mu izdelava tujih letal ni predstavljala nekega posebnega izziva, se je maja 1916 preselil v Albertfavlo pri Budimpešti, kjer je kot višji inženir prevzel vodstvo razvojnega oddelka letalske tovarne Ufag - Ungarische Flugzeugfabrik AG. Leta 1917 je bila končana konstrukcija njegove ekipe, bojno dvosedežno letalo Ufag C I, ki je bilo dokaj uspešno, saj so ga izdelovali do konca vojne (skupaj jih je bilo 126). Stanko Bloudek je nato začel delati na enosedežnem lovskem letalu (Ufag D I), ki bi naj bil enakovreden drugim takratnim lovcem, toda zaradi razpada Avstro-Ogrske monarhije so se vsa dela na njem ustavila še pred izdelavo prototipa. 
Za časa njegovega dela v Ufagu se je ukvarjal še z dvema omembe vrednima projektoma. Prvi je zrakoplov kakršnega danes poznamo z imenom helikopter, ki ga omenjajo z imenom Bloudek - Balaban helikopter. Trojka Bloudek, Karl Balaban in Bela Oravecz je sodelovala leta 1917 pri eksperimentu na helikopterju s šestimi kraki na navpično postavljeni osi. Toda zaradi težav s stabilnostjo so se morali projektu odpovedati. Poleg tega pa je omenjeno njegovo delo na mehanizmu delovanja sinhronega streljanja z dvema mitraljezoma v sodelovanju s pogonskim vijakom motorja.     
Po prvi svetovni vojni je sodeloval z ljubljanskim aeroklubom pri izgradnji enokrilnega motornega letala Sraka. Letalo so gradili v letih 1924-1925. V letih 1928-1929 pa so v istem aeroklubu izdelali še enokrilno dvosedežno letalo z imenom Lojze. Obe letali so naredili po Bloudkovih načrtih, vendar pa je s tem tudi zaključil gradnjo letal, predvideva se, da zaradi nesreče Lojzeta leta 1934, ko se je med nastopom v Zagrebu z njim ubil pilot Janko Colnar. Takrat se je končalo njegovo obdobje ukvarjanja z letali, čeprav nikoli ne povsem.

## Avtomobilizem
Še dosti preden se je zaključila njegova letalska pot se je že začela nova. Po koncu prve svetovne vojne je postal avtomobil preizkušeno prevozno sredstvo in samo vprašanje časa je še bilo, kdaj bo prišlo do njegove množičnosti. Tako je tudi na slovenskem prišlo do prvih delavnic, ki so predelovale vozila in z eno tako, delavnico Jožefa Peterce, je sodeloval Bloudek. Poleg tega se je leta 1926 in 1927 udeležil dirk na prelazu Ljubelj, kjer je bil poleg nastopanja tudi član tehnične komisije dirke. Leta 1933 se je pridružil delniški družbi Automontaža, kjer je postal solastnik in glavni konstruktor. Podjetje se je ukvarjalo predvsem s predelavo avtobusov, pa tudi z izdelavo karoserij za tovornjake in druga lažja vozila. Motorje in podvozja so kupovali pri Mercedesu, Henschlu, Deutzu in drugih ter jih nadgrajevali z lastnimi karoserijami, prirejenimi za domače potrebe in želje posameznih naročnikov. 
Poleg tega je Bloudek začel razvijati prvi domači osebni avtomobil, imenovan po Triglavu. Avtomobil je nastal na osnovi nemškega DKW-ja z njihovim dvotaktnim motorjem, ki je poganjal prednji kolesi. Vozilo je stalo 40.000 takratnih dinarjev in bi se lahko še pocenilo ob serijski proizvodnji in še večji udeležbi domačih sestavnih delov, ki je že pri prototipu dosegala polovico vseh. V Avtomontaži so si zelo prizadevali za osvojitev izdelave v celoti in so začeli celo z razvojem lastnega motorja, ki bi bil sicer podoben DKW-jevemu, le da naj bi bil zračno hlajen. Zakaj in kako so načrti zamrli ni znano, kljub temu, da so izdelali več Triglavov. Prvi prototip so predstavili v aprilu 1934, med drugimi je obstajal tudi dostavni model za podjetnike. 
Automontaža se je leta 1936 preimenovala v Avtomontažo, Bloudek pa je deloval v njej do začetka druge svetovne vojne. Podjetje samo je pozneje delovalo (vmes nekaj časa pod imenom Karoserija) še vse do leta 2002, ko je z njenim stečajem ugasnilo najstarejše avtomobilsko podjetje v Sloveniji.

## Razvoj športa na Slovenskem
Stanko Bloudek je pionir mnogih športov na Slovenskem. Leta 1909 je sodeloval pri ustanovitvi nogometnega kluba Hermes. V Ljubljano je prinesel tudi prvo pravo nogometno žogo in nogometne čevlje. Po prvi svetovni vojni je deloval pri športnem društvu Ilirija in bil med vodilnimi možmi tega kluba vse do leta 1941. Med letoma 1925 in 1929 je bil med prvimi slovenskimi nogometaši, slovenski prvak v  metu diska ter večkratni prvak Jugoslavije v umetnostnem drsanju. Kot organizator in mecen, trener, svetovalec je zaslužen za začetke in razvoj atletike, tenisa, plavanja, kotalkanja, drsanja, hokeja na ledu, sabljanja, nogometa, smučanja in seveda smučarskih skokov.

## Izgradnja športnih objektov
Stanko Bloudek je bil tudi projektant in graditelj več športnih objektov. V Ljubljani je za potrebe Ilirije zgradil, tudi s svojimi sredstvi, prvo moderno nogometno igrišče, igrišča za tenis, olimpijski bazen, drsališče in atletsko stezo. Bloudek je skonstruiral tudi do tedaj eno največjih smučarskih skakalnic na svetu v Planici, ki danes nosi ime Bloudkova velikanka. Od leta 1932 dalje je naredil načrte za okoli 100 smučarskih skakalnic. Z načrtovanjem letalnic je teoretično dokazoval možnost smučarskih poletov in s tem bistveno prispeval k uveljavitvi poletov kot nove športne tekmovalne discipline. Po njegovih načrtih so se zgledovali tudi graditelji skakalnic v Nemčiji in Avstriji.
Med drugim je konstruiral tudi Planiško skakalnico, žičnico na Krvavec, žičnico na Mariborsko Pohorje in sodeloval pri izdelavi načrtov za žičnico na Črnem vrhu pri Jesenicah.
Med drugo svetovno vojno je sodeloval z OF, za partizansko vojsko je konstruiral orožja in orodja. Zaradi tega je bil preganjan in zaprt. Po osvoboditvi je spet deloval v vodstvih športnih organizacij. Bil je tudi predsednik fizikalnega odbora Slovenije in vodja projektivnega biroja športne zveze Slovenije. V letih 1947-51 je bil predsednik Jugoslovanskega olimpijskega komiteja in od leta 1948 tudi član Mednarodnega olimpijskega komiteja kot edini Slovenec doslej. Umrl je v Ljubljani 26. novembra 1959. 
Po njem se imenuje športni park v ljubljanskem Tivoliju in istoimenski športni zavod ter največja, vsakoletna nagrada na področju športa v Sloveniji: Bloudkova priznanja. V TMS je od leta 2009 na ogled Bloudkova razstava kot občasna razstava, ki je nastala ob 50. obletnici njegove smrti. Pred vhodom v novozgrajeni športni in plavalni center Ilirija (2025) je ohranjeno in obnovljeno zgodovinsko pročelje stare stavbe Ilirije iz leta 1929, kjer je na novo postavljena razstava Stanko Bloudek: življenje, delo in zapuščina.
Njegov nečak je bil Svetko Lapajne (1911–2007), inženir gradbeništva, statik in profesor na FAGG.

## Bloudkova priznanja in imenovanja
- 1919 - izvoljeni član jugoslovanskega olimpijskega komiteja
- 1934 - SK Ilirija poimenuje po njem skakalnico v Planici
- 1936 -  Častnik reda Jugoslovanske krone
- 1937 -  Častnik reda Svetega Save
- 1947 - 1951: predsednik jugoslovanskega olimpijskega komiteja
- 1948 - član MOK, Mednarodni olimpijski komite
- 1950 -  Red dela s srebrnim vencem
- 1953 - Spominska značka, priznanje za delo v Planici
- 1957 - Cortina d'Ampezzo, diploma OK - ZOI (Organizacijski komite zimskih olimpijskih iger)
- 1965 - ustanovitev slovenske športne nagrade Bloudkove nagrade, najvišjega priznanja za dosežke na področju športa
- 1969 - odkritje kipa v spominskem parku v Tivoliju, delo kiparja Stojana Batiča (leta 2008 ukraden, potem na novo postavljen)